# Раймунд Корсак
Раймунд Корсак (пол. Rajmund Korsak; нар. 31 серпня 1768, Жуковщина — пом. 9 листопада 1817, Великий Жванчик) — польський поет і письменник, учасник Повстання Костюшка 1794 року.

## Біографія
Раймунд Корсак народився 31 серпня 1768 року в Жуковщині. Навчався у Колегіумі нобіліум, Варшава. Вивчав право в Ягеллонському університеті. Служив в армії. Працював у Комісії литовської скарбниці. З початку 1790-х років. жив у Гродно. Брав участь у повстанні 1794 року. Був заарештований російською владою та ув’язнений у Гродно та Вільнюсі. З 1797 року — на Поділлі, де його звинуватили у антидержавній діяльності та ув’язнили у Кам’янці-Подільському.
З 1770-х років він публікував трагедії, послання, вірші, оди, байки, пародії та епітафії у періодичних виданнях Варшави та Вільнюса. Перекладено польською мовою Лафонтен та ін.
Помер 9 листопада 1817 року. Похований у цегляній каплиці біля церкви в селі Великий Жванчик (не збереглося).